# Welcome Interstate Managers
Welcome Interstate Managers is een album van de Amerikaanse groep Fountains of Wayne. Het album werd in de zomer van 2003 uitgegeven door S-Curve Records en Virgin Records. Het album werd een succes in Amerika, vooral dankzij de hitsingle "Stacy's Mom". Andere bekende nummers van het album zijn "Mexican Wine", "All Kinds of Time" en "Hey Julie".

## Singles
"Stacy's Mom", de leadsingle van het album, werd een grote hit in de States. De single werd eerst alleen gedraaid op alternatieve radio, maar een zeer slimme clip, gefinancierd door MTV, zorgde voor bekendheid bij het grote publiek. In de clip speelt model en actrice Rachel Hunter Stacy's moeder, waar Stacy's vriendje over fantaseert. Het nummer bereikte de top 40 van de Amerikaanse charts en kwam in de Britse charts zelfs tot #11. Op de Grammy Awards in 2004 was het genomineerd voor Best Pop Vocal Performance. Velen zien de single als de grote doorbraak van Fountains of Wayne.
De tweede single, "Mexican Wine", deed het minder goed, vooral vanwege een controversiële clip waarin twee minderjarige meisjes de tekst "think I'll have another glass of Mexican wine" zingen. Wegens de controversie besloot de platenmaatschappij tot het terugtrekken van de single.

## Tracklist
(Alle nummers werden geschreven door Fountains of Wayne-stichters Adam Schlesinger en Chris Collingwood)
1. "Mexican Wine"
2. "Bright Future in Sales"
3. "Stacy's Mom"
4. "Hackensack"
5. "No Better Place"
6. "Valley Winter Song"
7. "All Kinds of Time"
8. "Little Red Light"
9. "Hey Julie"
10. "Halley's Waitress"
11. "Hung Up on You"
12. "Fire Island"
13. "Peace and Love"
14. "Bought for a Song"
15. "Supercollider"
16. "Yours and Mine"